# ࢷ
ࢷ حرف من الحروف الإضافية في الأبجدية العربية. يضاف هذا الحرف إلى الأبجدية العربية لترجمة بعض الأحرف الأجنبية ترجمة صوتية. يستعمل في اللهجة البراونية لتمثيل [m͡p]
| الموقع من الكلمة: | معزول | بدائي | وسطي | نهائي |
| ----------------- | ----- | ----- | ---- | ----- |
| شكل الحرف:        | ࢷ     | ࢷـ    | ـࢷـ  | ـࢷ    |